# Fontein Grot
Koordinaten: 12° 29′ 37,3″ N, 69° 54′ 22,2″ W

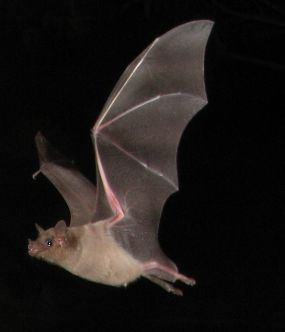
Die die Höhle bewohnende Art der Langnasen-Fledermaus

Die Fontein Grot (deutsch: Brunnengrotte)  ist eine kleine natürliche  Karsthöhle im heutigen Nationalpark Arikok in der Nähe von Boca Prins an der Ostküste der Insel Aruba. Der Zugang liegt rund 20 Meter über dem Meeresspiegel. Die Grotte hat eine Grundfläche von rund 1700 Quadratmetern.

## Beschreibung
Die Grotte ist bekannt für ihre Höhlenmalereien an der Höhlendecke und den Wänden, die durch einheimische Angehörige der Arawak als indigenes Volk in den Kalkstein geritzt wurden. Die präkolumbischen Zeichnungen bestehen hauptsächlich aus vielfarbigen geometrischen Motiven und symbolischen Abbildungen. 1836 wurden die Zeichnungen entdeckt. 1890 veröffentlichte Alphonse Pinart (1852–1911) detaillierte Informationen über die indianischen Felszeichnungen.
Die Zeichnungen sind über einen Steilhang und eine Terrasse aus Korallenkalk zugänglich. Die Grotte hat an dieser Stelle eine Breite von drei und eine Höhe von zwei Metern. Die Eingangshalle, die für Besucher geöffnet ist, ist vier Meter hoch und erstreckt sich bis zu einer Tiefe von 50 Metern. Die geologische Formation aus Kalkstein lässt Sickerwasser durch, welches Stalagmit- und Stalaktitformationen in verschiedenen skurrilen Formen sowie Größen entstehen ließ.
Die Grotte wird von Langnasen-Fledermäusen (Leptonycteris curasoae)  bewohnt, die zu Hunderten in kleinen Nischen leben. Die Fledermäuse benutzen die Grotte als Rast- und Brutplatz. Sie verlassen die Höhle am frühen Abend und suchen dann nach Nektar und Pollen von den Divi-divi-Bäumen und Kakteen der Insel. Zudem trägt die Art maßgeblich zur Verbreitung von Kaktussamen bei. Sie sind ein wichtiger Bestandteil des lokalen Ökosystems und stehen unter besonderem Artenschutz.
Im Grottenbereich befindet sich auch eine kleine Süßwasserquelle. Die Temperatur in der Grotte liegt bei rund 30 °C. Es herrscht eine relativ hohe Luftfeuchtigkeit von durchschnittlich 85 Prozent. Die Fontein Grot ist die meistbesuchte Höhle auf der Insel.